# Инцидент (железная дорога)
Инцидент — событие на железнодорожном транспорте, возникшее при движении поездов или выполнении маневровой работы вследствие опасных отказов технических средств, ошибок локомотивных бригад и железнодорожного персонала служб обеспечения и управления движением, недопустимых внешних воздействий, которое могло закончиться, но не закончилось транспортным происшествием.
К инцидентам относятся:
- взрез стрелки
- приём поезда на занятый путь
- отправление поезда на занятый перегон
- проезд запрещающего сигнала или предельного столбика
- обрыв автосцепки подвижного состава